# Freie Radler Töss

Gruppenbild der Freien Radler Töss zu ihrem fünfjährigen Bestehen 1912

Die Freien Radler Töss (oder auch VC Freie Radler Töss) waren ein Radsportverein aus dem Winterthurer Stadtkreis Töss im Schweizer Kanton Zürich. Der Verein wurde 1929 und 1930 zweimal Schweizer Meister im Radball.

## Geschichte
Der Verein wurde gemäss Vereinsfahne im Jahr 1907 gegründet. Gemäss Vorkommen auf den auf e-newspaperarchives.ch archivierten Zeitungen nahm der Verein 1910 am Reigenfahren beim Bundestag des Schweizerischen Radfahrer-Bundes (SRB; heute Swiss Cycling) teil.
Spätestens ab 1926 ist die Teilnahme des Vereins an Radballturnieren dokumentiert. 1927 beendete er die Saison in der zweitklassigen Serie B auf dem 2. Platz. 1928 wurde er an den Schweizerischen Saalsportmeisterschaften Zweiter hinter dem Zürcher VC An der Sihl und konnte den Cupwettbewerb gewinnen. Als Cupsieger durfte die Mannschaft im Oktober an den Europameisterschaften in Zürich teilnehmen und holte sich dort als zweitbestes Schweizer Team den 6. Platz. 1929 wurden die Freien Radler schliesslich Schweizer Meister im Zweier-Radball mit dem Duo A. Mächler und H. Reutimann. Diesen Erfolg konnten sie 1930 wiederholen und dadurch am 2. November 1930 als Meister an der ersten Weltmeisterschaft in Leipzig teilnehmen. 1931 mussten sie sich jedoch im entscheidenden Spiel gegen den VC St. Gallen-St. Georgen geschlagen geben. Zuletzt konnten sie im März 1933 noch ein Heimturnier in Töss gewinnen, danach trat ein Mitglied des Teams zum RV Winterthur über und verhalf diesem zum Schweizer Meistertitel im gleichen Jahr, während Töss kein Team mehr in der Serie A stellte.
In der zweiten Hälfte der 1950er-Jahre nahmen die Freien Radler Töss an Velo-Orientierungsfahrten und Orientierungsläufen teil und klassierten sich 1955 im Meisterschaftsfinal des SRB auf dem 3. Platz.